# Agriș (okręg Satu Mare)
Agriș (węg. Egri) – wieś w Rumunii, w okręgu Satu Mare, w gminie Agriș. W 2011 roku liczyła 1427 mieszkańców. 